# Sophia Skou
Sophia Skou (født 1. december 1975 i København) er en tidligere dansk butterflysvømmer. 
Skou svømmede i Svømmeklubben KVIK, Kastrup og var i 1990'erne blandt Danmarks førende kvindelige svømmere sammen med bl.a. Mette Jacobsen. Hun deltog to gange i OL for Danmark; i 1996 og 2000. Hun var mest succesfuld på kortbane, men vandt i 1995 bronze ved Europamesterskaberne i 200 meter butterfly på langbane i Wien. I 1998 blev hun Europamester i samme disciplin.